# Osokorivka, Bobrovîțea
Osokorivka (în ucraineană Осокорівка) este localitatea de reședință a comunei Osokorivka din raionul Bobrovîțea, regiunea Cernihiv, Ucraina.

## Demografie
Componența lingvistică a localității Osokorivka
     Ucraineană (97,78%)
     Rusă (2,22%)
Conform recensământului din 2001, majoritatea populației localității Osokorivka era vorbitoare de ucraineană (97,78%), existând în minoritate și vorbitori de rusă (2,22%).